# Us (film, 2019)
Pour les articles homonymes, voir US.
Pour plus de détails, voir Fiche technique et Distribution.
Us ou Nous au Québec est un film d'horreur américain écrit, produit et réalisé par Jordan Peele et sorti en 2019.
Le film suit Gabe et Adelaide Wilson qui se rendent avec leurs deux enfants dans leur maison de vacances pour passer du temps avec leurs amis, les Tyler. Mais leur séjour tranquille devient cauchemardesque quand ils sont terrorisés par une bande d'inconnus qui ne sont autres que leurs doppelgängers.

## Synopsis

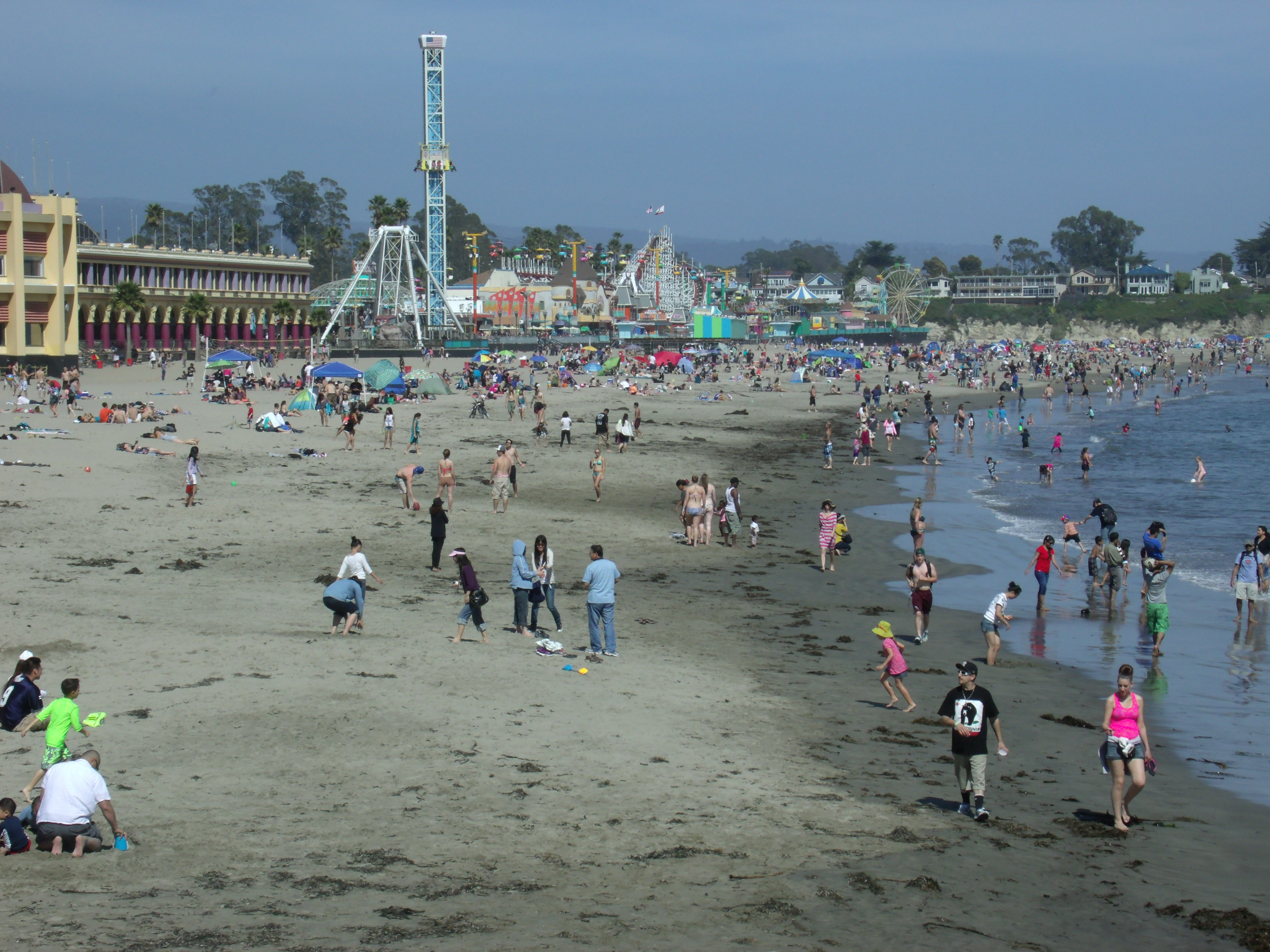
La Santa Cruz Beach Boardwalk, un des lieux de tournage.

En 1986, la jeune Adelaide Wilson (née Thomas) part en vacances avec ses parents à Santa Cruz. À la plage du parc d'attractions Santa Cruz Beach Boardwalk, Adelaide s'éloigne et pénètre dans le palais du rire où elle rencontre un doppelgänger dans la galerie des glaces. Adelaide retrouve ensuite ses parents, mais, traumatisée, elle est incapable de parler de son expérience.
Désormais adulte, Adelaide se rend à la maison de vacances de sa famille à Santa Cruz avec son mari, Gabe Wilson, et leurs deux enfants, Zora et Jason. Adelaide, se rappelant l'incident traumatisant de sa jeunesse, craint le voyage et Gabe, désireux d'impressionner ses amis Josh et Kitty Tyler, achète un bateau et apaise les inquiétudes d'Adelaide. Jason s'éloigne et voit un homme vêtu d'une combinaison rouge se tenant seul sur la plage, les bras tendus et du sang ruisselant de ses mains. Il n'en parle pas à sa famille, mais peu après dessine l'homme.
Plus tard dans la nuit, une étrange famille de quatre personnes apparaît dans l'allée de la villa. Gabe tente de les intimider mais ils l'attaquent et pénètrent dans la maison, lui cassant une jambe. Les Wilson réalisent que les quatre intrus sont des doubles d'eux-mêmes, menés par celui d'Adelaide, Red, le seul doppelgänger capable de parler. D'une voix tendue et rauque, elle raconte aux Wilson l'histoire d'une fille qui mène une vie heureuse alors que son ombre souffre, ce qui lui permet de développer une profonde haine pour elle. La famille est ensuite séparée : Red force Adelaide à se menotter à une table, Zora est poursuivie par Umbrae hors de la maison, Gabe est traîné à l'extérieur par Abraham et Jason est invité à « jouer » avec Pluton dans un placard.
Alors qu'elle pourchasse Zora, Umbrae est interrompue par un voisin sorti pour enquêter sur les cris. Umbrae le poignarde avec une paire de ciseaux en or et Zora en profite pour s'échapper. Gabe se réveille enfermé dans un sac sur le pont de son bateau piloté par son doppelgänger. Après une brève bagarre dans l'eau, il parvient à tuer Abraham avec le moteur défectueux de son bateau.
Jason découvre que Pluton imite ses mouvements quasiment à l'identique puis le distrait par un tour de magie et s'échappe, l'enfermant dans le placard. Red entend les pleurs de Pluton, et Adelaide a le temps de disjoindre les menottes de la table, mais ses mains restent menottées. La famille se regroupe et s'échappe sur le bateau de Gabe sous le regard de Pluton, Red et Umbrae.
Peu avant l'arrivée des Wilson, les Tyler sont également assassinés par leurs doubles. Les Wilson tuent les doubles des Tyler et consultent les nouvelles locales pour constater que des millions de doppelgängers, qui se nomment « les Reliés », commettent des meurtres contre leurs homologues réels dans l'ensemble des États-Unis. Les doppelgängers s'unissent ensuite par les mains pour former une longue chaîne humaine, ce que les présentateurs de presse supposent être une forme de protestation.
Les Wilson quittent les lieux dans la voiture des Tyler jusqu'à ce qu'ils soient attaqués par Umbrae, qui est tuée après avoir été projetée dans un arbre à la suite d'une embardée. À l'aube, les Wilson arrivent à la promenade de mer de Santa Cruz, où ils trouvent leur propre voiture en feu. Pluton tente de tuer les Wilson en allumant une coulée d'essence menant à la voiture des Tyler, mais Jason, se rappelant que Pluton reflète chacun de ses mouvements, marche en arrière pour que Pluton entre dans la voiture en feu et ainsi meure. Red réapparaît alors et enlève Jason.
Alors que Zora et Gabe se réfugient dans une ambulance abandonnée, Adelaide retourne à l'attraction foraine de son enfance où elle découvre un tunnel secret dans la salle des miroirs qui la conduit à une installation souterraine envahie par des lapins, où elle retrouve Red. Celle-ci prétend que les Reliés ont été créés par le gouvernement américain dans le but de contrôler le public, mais l'expérience a échoué et ils furent abandonnés sous terre dans de nombreux tunnels prenant la forme d'installations souterraines. Pendant des générations, les Reliés ont été piégés sous la surface, ne faisant que simuler les actions de leurs homologues de surface. Ainsi, chaque fois que les vraies personnes mangeaient, les captifs étaient forcés de manger des lapins crus. Toutes deux se battent et Adelaide parvient à tuer Red puis trouve Jason caché dans un casier et lui promet que les choses vont revenir à la normale.
La famille se réunit et part dans l'ambulance. En quittant la ville, Adelaide repense à la nuit où elle a rencontré pour la première fois Red au centre de divertissement. Il est alors révélé que son double a emmené Adelaide vers l'installation souterraine et l'a enchaînée au lit. Elle a ensuite revêtu le T-shirt d'Adelaide et s'est lancée dans sa vie pour la remplacer en laissant Adelaide dans les souterrains, ce qui signifie que Red est en fait la vraie Adelaide, tandis que l'Adelaide survivante est en réalité son double, et que c'est pourquoi elle est soudainement devenue incapable de parler après s'être « égarée » au palais des glaces, car les Reliés ne connaissent pas la parole. Jason la surveille avec appréhension, tandis qu'à travers les États-Unis, les Reliés se donnent la main.

### Jérémy 11:11
Le film fait plusieurs fois référence au verset 11 du chapitre 11 du Livre de Jérémie, dans l'Ancien Testament : « C'est pourquoi, ainsi parle le Seigneur : Voici que je fais venir sur eux un malheur auquel ils ne pourront échapper. Ils crieront vers moi, et je ne les écouterai pas. ».
La critique Rosie Fletcher met en rapport Jérémie — qui avertit que Jérusalem est menacée de destruction à cause de fausses idoles — et les personnages du film qui « adoraient les mauvaises choses », tout comme Ophelia, l'assistante virtuelle.

## Fiche technique
Sauf indication contraire, les informations mentionnées dans cette section peuvent être confirmées par la base de données cinématographiques IMDb,  présente dans la section « Liens externes ».
- Titres original et français : Us
- Titre québécois : Nous
- Réalisation et scénario : Jordan Peele
- Musique : Michael Abels
- Direction artistique : Cara Brower
- Décors : Ruth De Jong
- Costumes : Kym Barrett
- Photographie : Mike Gioulakis
- Montage : Nicholas Monsour
- Production : Jason Blum, Ian Cooper, Sean McKittrick et Jordan Peele

Productrice déléguée : Beatriz Sequeira
- Sociétés de production : Monkeypaw Productions et QC Entertainment
- Sociétés de distribution : Universal Pictures (États-Unis), Universal Pictures International France (France)
- Budget : 24,6 millions de dollars[3]
- Pays de production :  États-Unis
- Langue originale : anglais
- Format : couleur — Digital Cinema Package 4K — 2,39:1 — son Dolby Atmos
- Genres : horreur, thriller, fantastique
- Durée : 116 minutes
- Dates de sortie[4] :
  - États-Unis : 8 mars 2019 (South by Southwest) ; 22 mars 2019 (sortie nationale)
  - Belgique, France, Suisse romande : 20 mars 2019
- Sortie DVD et Blu-ray : 24 juillet 2019
- Classification :
  - États-Unis : R
  - France : Interdit aux moins de 12 ans lors de sa sortie en France

## Distribution
- Lupita Nyong'o (VQ : Catherine Hamann) : Adelaide Wilson / Red
- Winston Duke (VQ : Thiéry Dubé) : Gabe Wilson / Abraham
- Elisabeth Moss (VQ : Mélanie Laberge) : Kitty Tyler / Dahlia
- Tim Heidecker (VQ : David Laurin) : Josh Tyler / Tex
- Yahya Abdul-Mateen II (VQ : Marc-André Bélanger) : Russell Thomas / Weyland
- Anna Diop : Rayna Thomas / Eartha
- Evan Alex (VQ : Matis Ross) : Jason Wilson / Pluton
- Shahadi Wright-Joseph (VQ : Marilou Martineau) : Zora Wilson / Umbrae
- Cali Sheldon et Noelle Sheldon : les filles Tyler / Io et Nyx
- Duke Nicholson : l’officier Murray
- Kara Hayward : Nancy
- Nathan Harrington : Glenn
- Madison Curry : Adelaide, enfant

Sources et légende: 
Version québécoise (VQ) sur Doublage QC.ca

## Production

### Genèse et développement
En février 2018, Jordan Peele révèle dans une interview qu'il a écrit un film qu'il va réaliser et tourner pour Universal Pictures dans le courant de l'année. Le titre du film, Us, est révélé en mai 2018.

### Attribution des rôles
En mai 2018, Lupita Nyong'o, Winston Duke et Elisabeth Moss sont annoncés dans les rôles principaux. En juillet 2018, ils sont rejoints par Tim Heidecker, Yahya Abdul-Mateen II et Anna Diop,. En septembre 2018, Duke Nicholson, petit-fils de Jack Nicholson, décroche son premier rôle.

### Tournage
Le tournage débute le 30 juillet 2018 à Santa Cruz et Los Angeles en Californie et s'achève le 8 octobre 2018.

## Musique
- Good Vibrations par The Beach Boys.

## Accueil

### Critiques
Sur le site agrégateur de critiques américain Rotten Tomatoes, Us est crédité d'un score de 93 % d'avis positifs, sur la base de 554 critiques professionnelles collectées.
En France, le film reçoit une note moyenne de 3.3 sur AlloCiné sur la base de 32 critiques presses, et une moyenne de 3.1 par les spectateurs.
Pour 20 minutes, « Ce film d’épouvante brillant dissimule une fable sociale qui ne l’est pas moins ». Télérama, plus déçu, dit : « Après Get out, le cinéaste tire sur les mêmes ficelles du film d’horreur politique. Avec moins d’inspiration ».

### Box-office
| Pays ou région        | Box-office      | Date d'arrêt du box-office | Nombre de semaines |
| --------------------- | --------------- | -------------------------- | ------------------ |
| États-Unis Canada     | 175 084 580 $   | 6 juin 2019                | 11                 |
| France                | 702 985 entrées | 4 juin 2019                | 11                 |
| Allemagne             | 478 709 entrées | 5 juin 2019                | 11                 |
| Italie                | 209 569 entrées | 5 juin 2019                | 9                  |
| Espagne               | 542 333 entrées | 5 juin 2019                | 11                 |
| Total hors États-Unis | 80 100 000 $    | 8 septembre 2019           | 20                 |
| Total mondial         | 255 184 580 $   | 8 septembre 2019           | 20                 |

## Sortie DVD et Blu-ray
Le film est sorti en DVD et Blu-ray le 24 juillet 2019, avec de nombreux bonus en suppléments.

## Distinctions

### Récompenses
- Saturn Awards 2019 :
  - Saturn Award de la meilleure réalisation - Récompense : Jordan Peele

### Nominations
- Saturn Awards 2019 :
  - Saturn Award du meilleur film d'horreur
  - Saturn Award du meilleur scénario : Jordan Peele
  - Saturn Award de la meilleure actrice : Lupita Nyong'o pour le rôle de Adelaide Wilson / Red
  - Saturn Award du meilleur jeune acteur : Shahadi Wright Joseph pour le rôle de Zora Wilson / Umbrae